# اندیس سرب آبگرم
سرب آبگرم یک اندیس فلزی است که در حوالی شهر سمنان استان سمنان قرار دارد و مادهٔ معدنی موجود در آن، سرب است.  